# 奥氏牧蛛
奥氏牧蛛（学名：Nomisia aussereri）为平腹蛛科牧蛛属的动物。分布于古北区以及中国大陆的新疆等地，主要生活于林间草丛石隙下。该物种的模式产地在欧洲。